# Syneches longistigma
Syneches longistigma är en tvåvingeart som beskrevs av Frey 1938. Syneches longistigma ingår i släktet Syneches och familjen puckeldansflugor. Inga underarter finns listade i Catalogue of Life.